# Cladosporium oxycocci
Cladosporium oxycocci är en svampart som beskrevs av Shear 1907. Cladosporium oxycocci ingår i släktet Cladosporium och familjen Davidiellaceae.   Inga underarter finns listade i Catalogue of Life.